# Kastellplatz (Moers)
Der Kastellplatz, kurz auch als „Kastell“ bezeichnet, befindet sich in der Nähe des Moerser Schlosses, teilweise im inneren Bereich des ehemaligen Festungssterns, der einst das Schloss umgab. Er ist neben dem Neumarkt, der sich fast direkt nördlich anschließt, einer der großen Plätze in der Moerser Innenstadt und hat einen langen trapezförmigen Grundriss.
Umgeben ist der Platz von der Alten Sozietät, dem Alten Landratsamt, dem Weißen Haus, dem Terheydenhaus, dem Moerser Schloss, davor das Denkmal der Luise Henriette des Bildhauers Heinrich Baucke, dem Schlosspark, der St. Josefskirche, dem Tersteegenhaus, historisch u. a. Zum Impel und dem Scheidtmannschen Haus.
Die Fläche des heutigen Kastellplatzes war früher Teil eines Rheinarmes, an dessen Ufern vor über 900 Jahren eine Siedlung und auf einem künstlich angelegten Hügel ein Wohnturm entstanden, aus der die heutige Stadt Moers und das Schloss hervorgingen.

## Geschichte

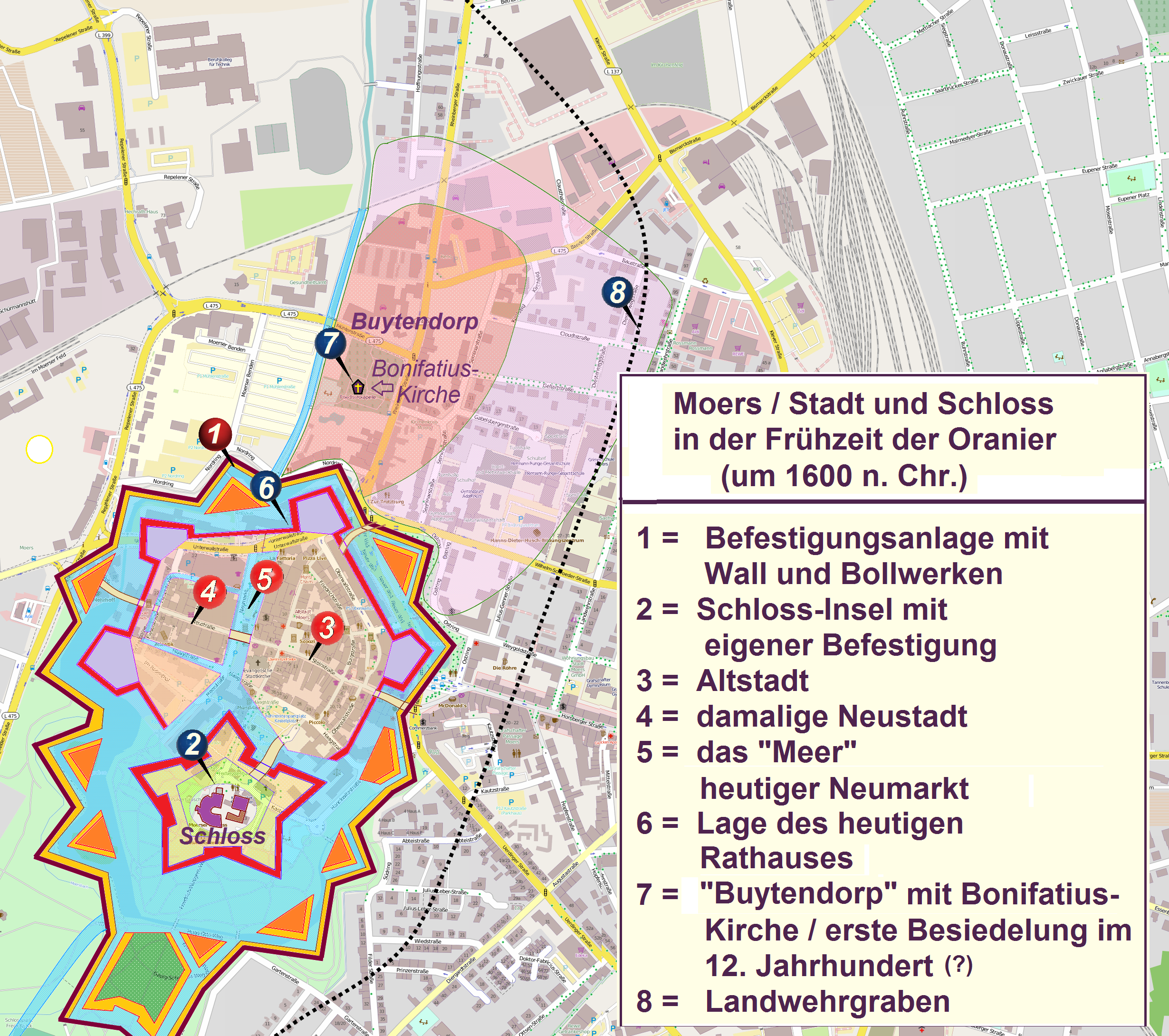
Moers’ altniederländische Festung nach 1600 – Skizze über die heutige Siedlungsstruktur gelegt (nach Boschheidgen 1917 / sogenannter Blaeu-Plan)

Stadtplan von Moers, Mercator 1591

An der Stelle des Kastellplatzes lagen im Mittelalter breite Gräben des aufgestauten Moersbaches, der die Altstadt, die Neustadt und das Schloss mit seiner Umwallung trennte.
Außer den Wassergräben schützten Mauern und Türme die Altstadt, die Neustadt und das Schloss mit seiner Vorburg und mit seinen Bastionen.
Brücken verbanden die beiden Teile der Stadt und das Schloss.
Durch den Bau der neuen Befestigung durch Moritz von Oranien (1567–1625) von 1601 bis 1620 wurden das Schloss und die Stadt in einer sternförmigen Wall- und Grabenanlage zusammengefasst.
Die Befestigungen wurden 1763/64 geschleift, der Graben zwischen Altstadt und dem Schloss verfüllt und neu bebaut.
Die evangelische und die katholische Volksschule befanden sich dort, die im Zuge der Platzerweiterung und des nicht realisierten Bauvorhabens zur Errichtung einer Stadthalle 1974 abgebrochen wurden, wie zuvor 1966 ein als „Bügeleisen“ bezeichneter Häuserblock entlang der Haagstraße.

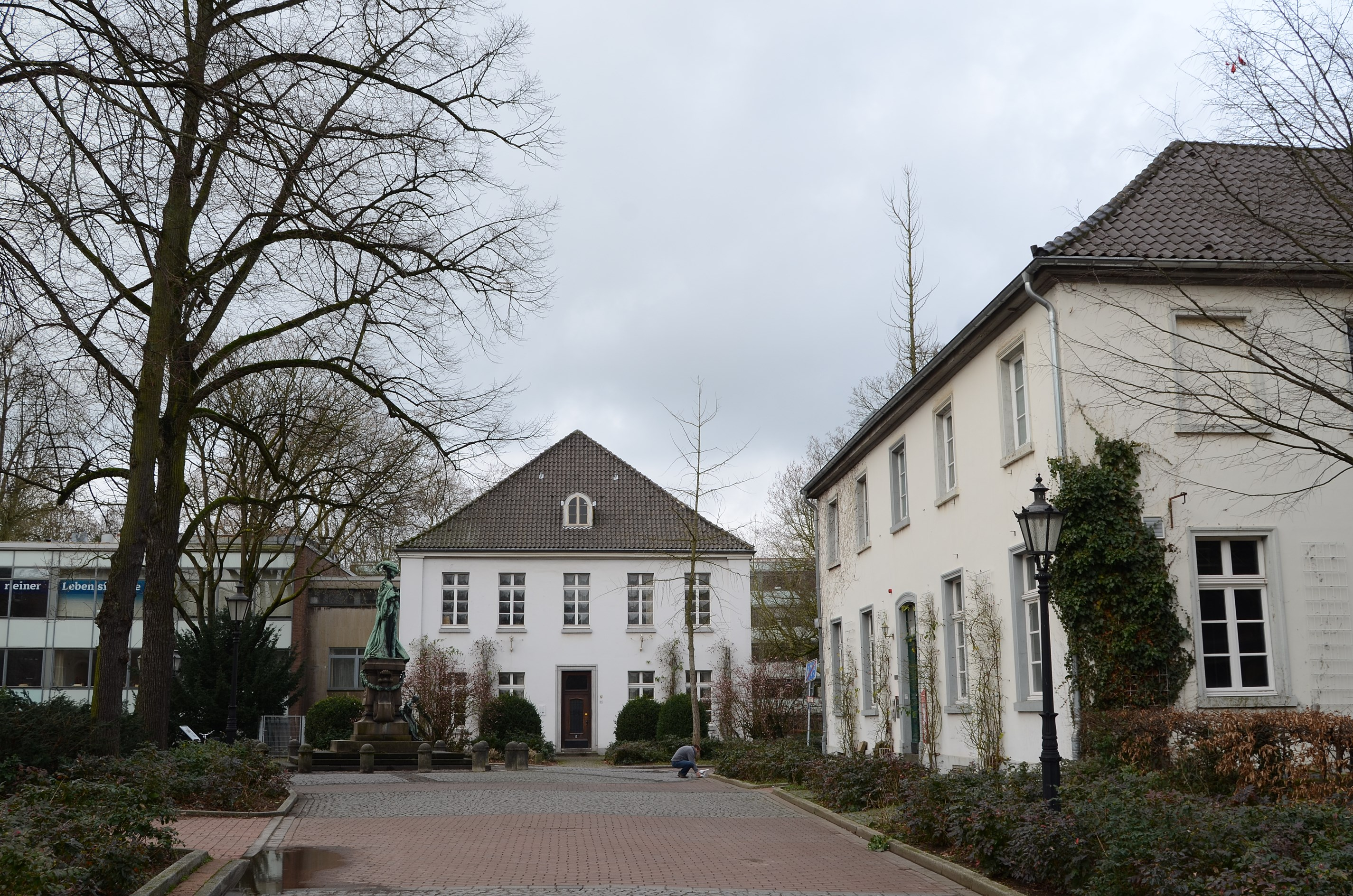
Weißes Haus und Terheydenhaus 2014
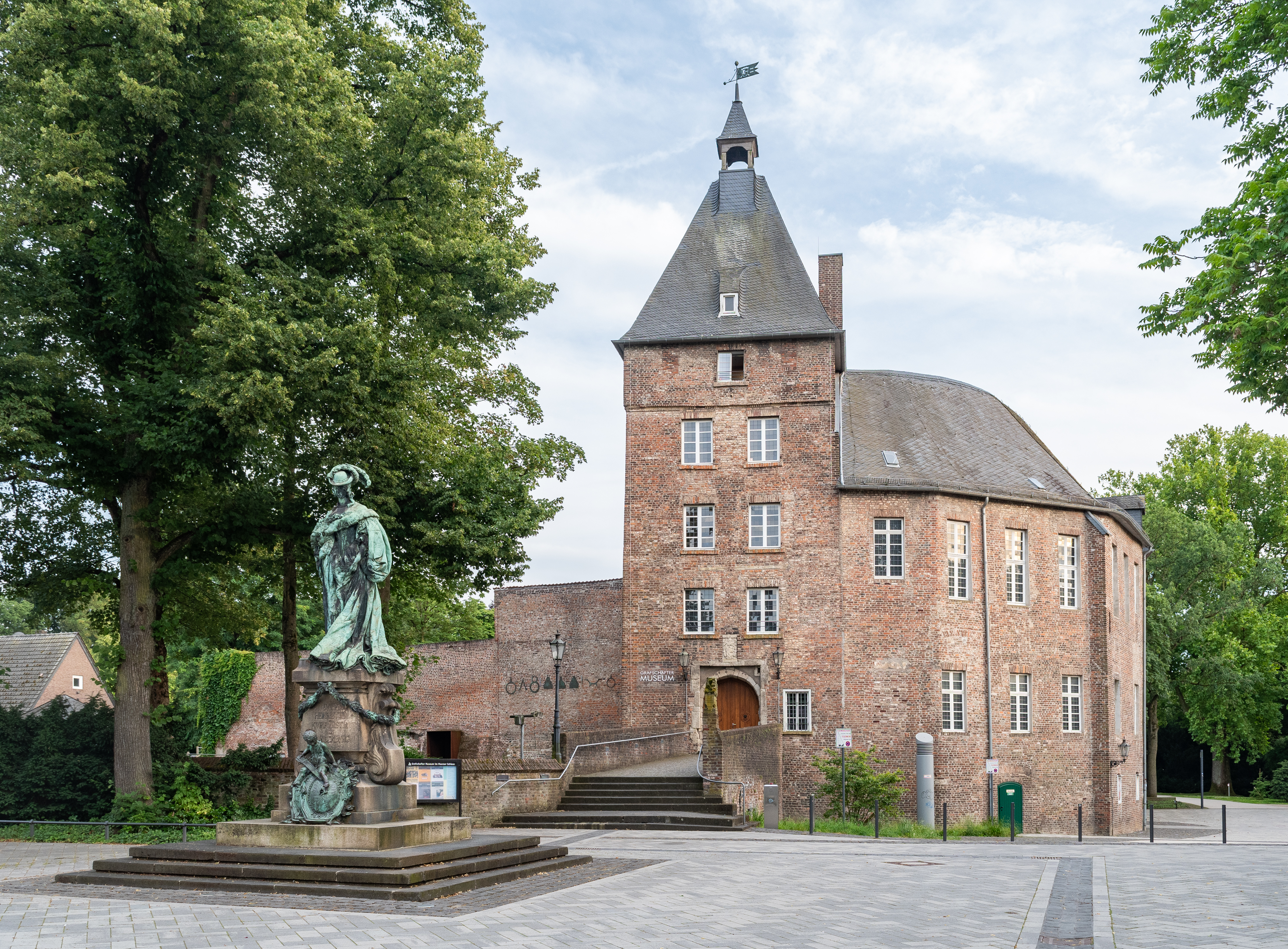
Schloss mit Denkmal von der Luise Henriette 2024
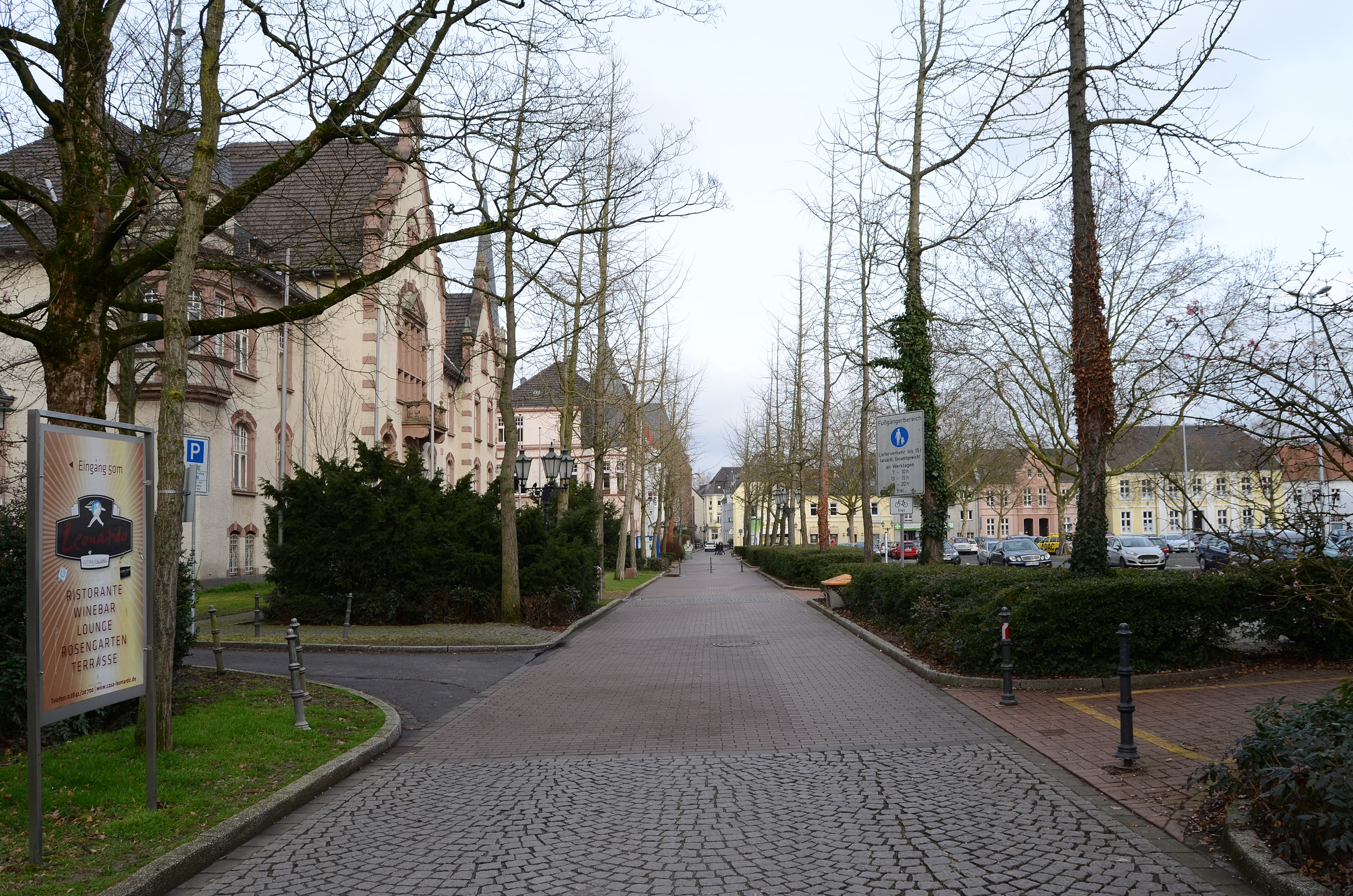
Blick vom Schloss in Richtung Stadtkirche und Klosterstraße 2014
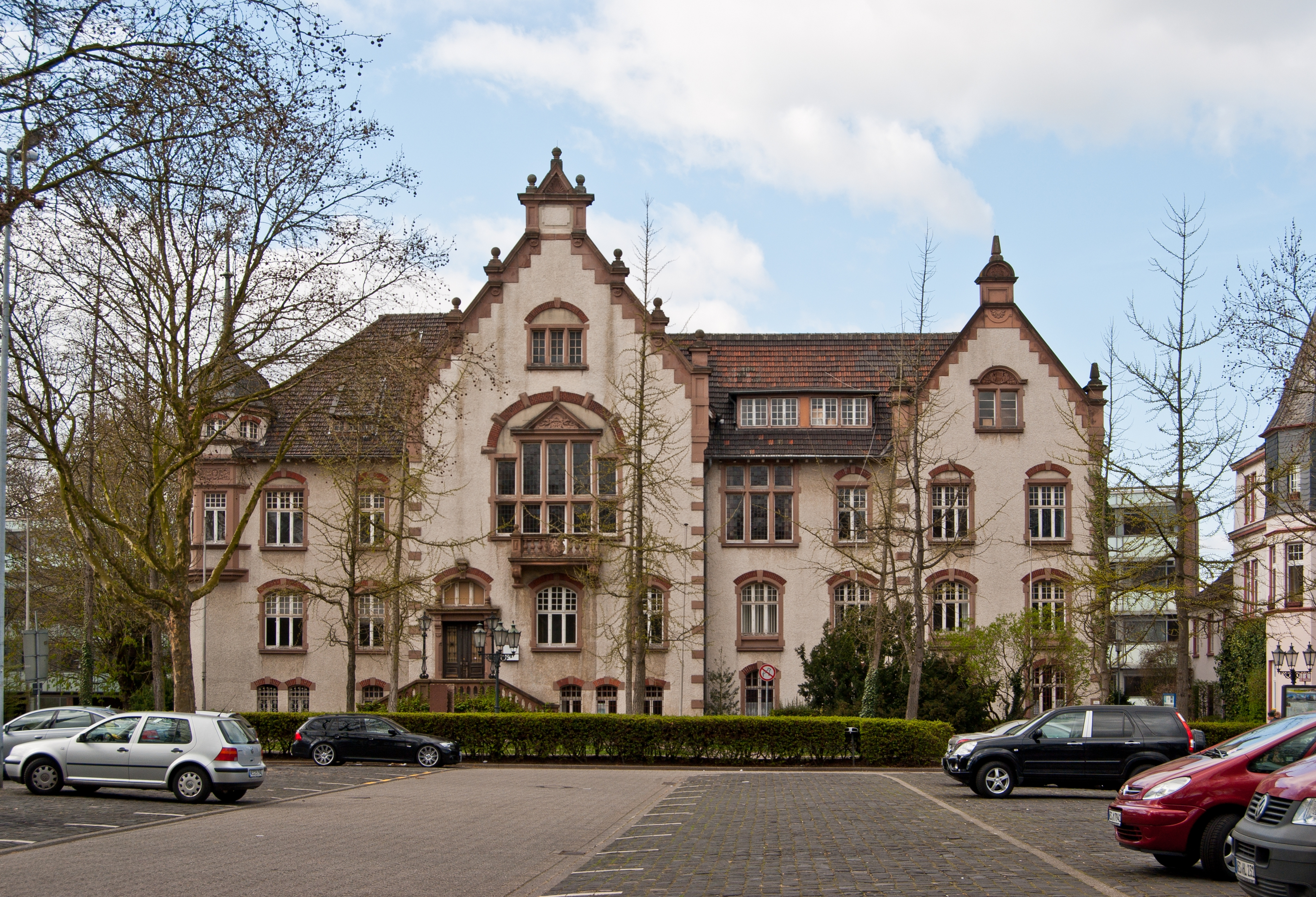
Altes Landratsamt 2012
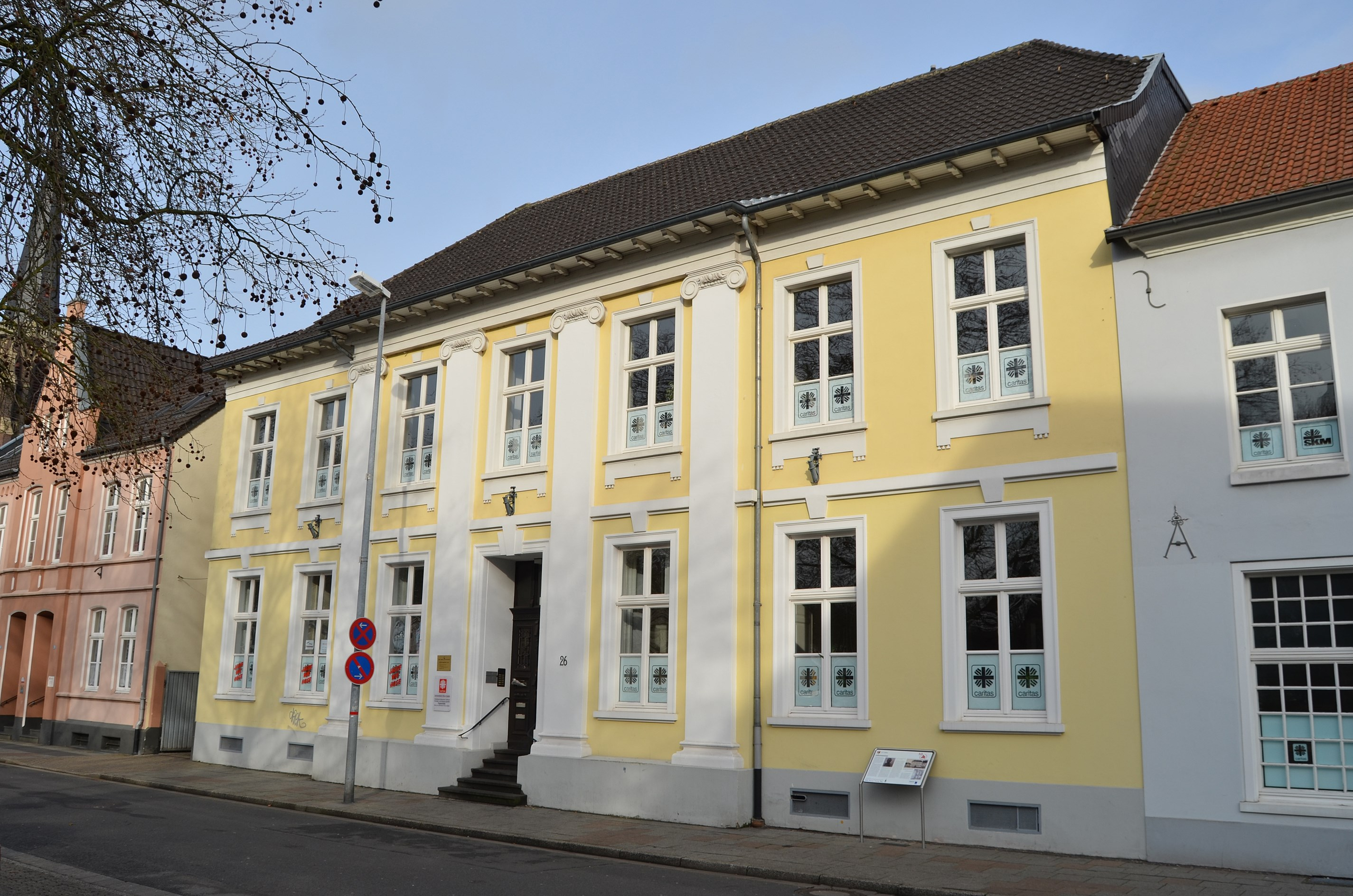
Scheidtmannsches Haus 2014

## Veranstaltungen
Am und um den Kastellplatz finden verschiedene Veranstaltungen statt.
Auch die Moerser Kirmes, die jedes Jahr am 1. Septemberwochenende stattfindet und sich vom Friedrich-Ebert-Platz über die Homberger Straße und Steinstraße zum Neumarkt erstreckt, nutzt den Kastellplatz.
Zur Adventszeit findet auf dem Kastellplatz auch der Weihnachtsmarkt statt.